# 仮屋磁気測定所

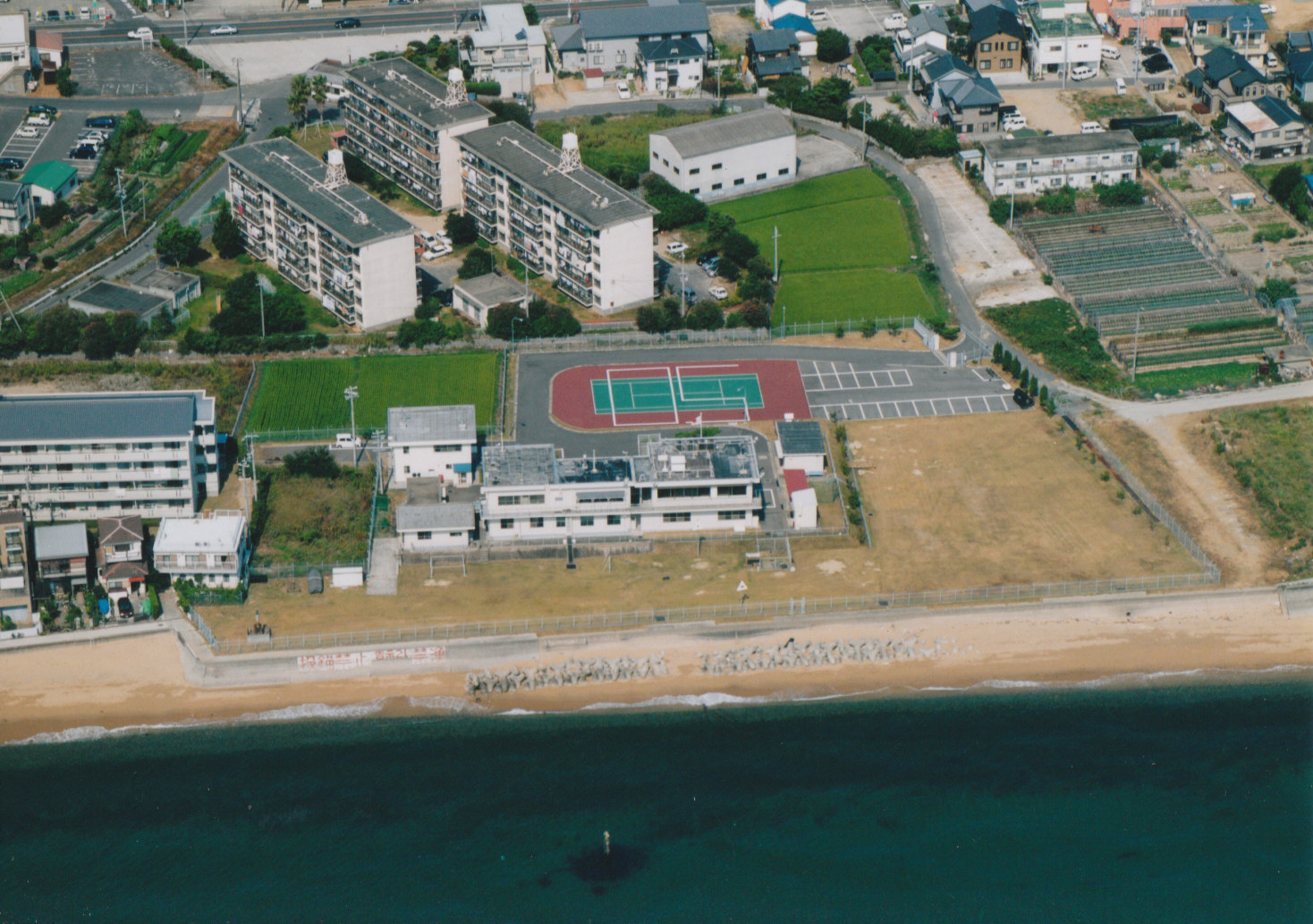
海上自衛隊仮屋磁気測定所全景

仮屋磁気測定所（かりやじきそくていしょ）は、兵庫県淡路市に所在する海上自衛隊呉地方隊阪神基地隊隷下の磁気測定所である。
座標: 北緯34度31分49秒 東経134度59分34秒 / 北緯34.53028度 東経134.99278度

## 概要

### 磁気測定所について
磁気測定所とは、磁気探知装置などの磁気兵器の脅威から艦艇を守るため、艦艇の船体磁気測定及び消磁を実施している。海上自衛隊の掃海艇は、磁気信管を備えた機雷に対抗するため木造ないしFRPの船体であり、船内の配管も青銅やアルミニウムを使用するなど、磁気が発生しないよう配慮されている。しかし、時間が経つにつれ、地磁気の影響により、艇体が自然に磁気を帯びてくる。そのため、特に掃海作業を開始する前には、磁気信管機雷の感応を防ぐため、船体の消磁を行う必要がある。磁気測定所では、艦艇船体のどの部位にどの程度の磁力を帯びているかを測定し、その部分の消磁を行うための施設である。
水深の浅い海底に、センサーを等間隔に並べ、そこに掃海艦艇を一定の速度で何度か通過させ、センサーが感知した磁気を測定装置により解析し、船体の磁気を帯びた部位とその強度が測定される仕組みになっている。

### 仮屋磁気測定所
仮屋磁気測定所は、1955年（昭和30年）12月に海上自衛隊初の磁気測定所として開所された。淡路島の淡路市に設置され、艦艇の磁気測定業務を実施している。
1989年（平成元年）には、世界最高の測定性能を持つ測定装置が導入され、世界最高と評される海上自衛隊の掃海部隊等の支援を行っている。海上自衛隊は横須賀及び佐世保にも磁気測定所を有しているが、艦艇が移動しながらの動的磁気特性の測定は、仮屋磁気測定所のみ実施可能である。